# Капитолий штата Аляска
Капитолий штата Аляска (англ. Alaska State Capitol) находится в городе Джуно (англ. Juneau) — столице штата Аляска. В нём проводит свои заседания Легислатура Аляски (англ. Alaska State Legislature), состоящая из Палаты Представителей и Сената штата Аляска. В нём также находится офисы губернатора и вице-губернатора Аляски.

## История
В 1792 первая столица Русской Америки была установлена в Кадьяке. В 1808 она была перенесена в Новоархангельск. После покупки Аляски США в 1867 Ситка стала местоположением штаба Военного округа Аляски при генерал-майоре армии США Джефферсоне К. Дэвисе. Специальным актом в 1884 Конгресс США учредил Округ Аляска, где правительство «временно» располагалось в Ситке, возглавлял которое губернатор Джон Кинкид.
Строительство Капитолия
В 1912 году, сразу же после того, как Аляска стала территорией США, Конгресс поручил территориальному правительству построить Капитолий. Но Первая мировая война, а также трудности с землёй откладывали строительство. 18 сентября 1929 года, когда сложились все благоприятные условия, при поддержке жителей, строительство было начато. Новопостроенное здание в стиле ар-деко открылось 14 февраля 1931 как «Федеральное территориальное здание». Контролировал строительство Джеймс Ветмор. До 1959 года, то есть до вхождения Аляски в состав США, в здании также располагался Федеральный суд и почтовое отделение.
Планы постройки нового Капитолия
Конкурс был учреждён Комиссией Планирования Капитолия Джуно в 2004, чтобы спроектировать новое здание. Но в 2005, когда поступило множество предложений, отчасти и противоречивых, вместе с нехваткой финансирования проект был свёрнут. Автор одного из планов-победителей архитектор Мэриэнн Кусато разработал здание, соединяющее в себе черты «федеральной» архитектуры (главный корпус) и русских церквей (купол и башня), что должно символизировать американское и русское наследие.

## Архитектура и интерьер
Шестиэтажное здание из железобетона с кирпичным фасадом и отделкой из известняка, добытого в Индиане. У портика четыре колонны, сделанные из мрамора с острова Принца Уэльского, который также присутствует во внутренней отделке. Поскольку это здание серьёзно отличается от других Капитолиев США, то оно может показаться обычным офисным зданием. Также Капитолий Аляски входит в число  Капитолиев (Делавэр, Гавайи, Флорида, Луизиана, Нью-Мексико, Нью-Йорк, Северная Дакота, Огайо, Орегон, Теннесси и Виргиния), у которых нет купола.
Рядом со зданием находится точная копия Колокола Свободы, подаренная федеральным правительством в 1950 году. В вестибюле находится фреска, выполненная Элизабет Перэтрович. Офисы располагаются на первом этаже.
На втором этаже размещаются залы заседаний Палаты представителей и Сената Аляски. На стенах показаны работы фотографов Джуно Винтера и Перси Понда и портреты первых сенаторов Боба Бартлетта и Эрнеста Грининга.
Офисы губернатора и вице-губернатора находятся на третьем этаже. Двери туда сделаны из черной березы с резными фигурами ручной работы, изображающими аляскинскую промышленность. В «Зале губернаторов» представлены портреты всех губернаторов и вице-губернаторов Аляски.
Четвёртый и пятый этажи занимают комитеты легислатуры, в том числе финансовые на пятом.

## Галерея

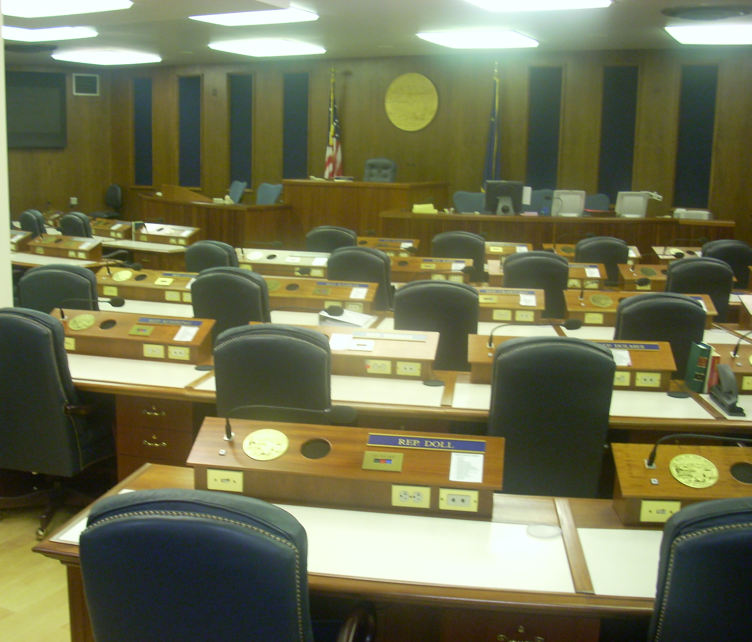
Зал заседаний Палаты представителей штата Аляска
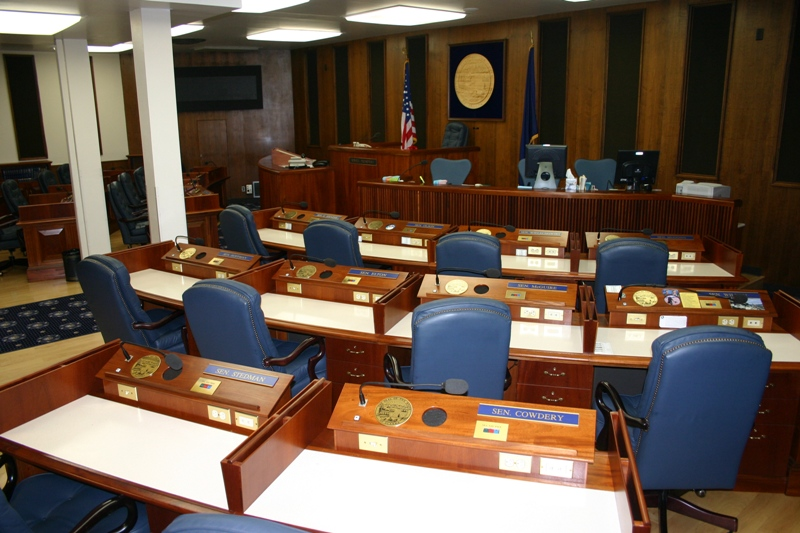
Зал заседаний Сената штата Аляска
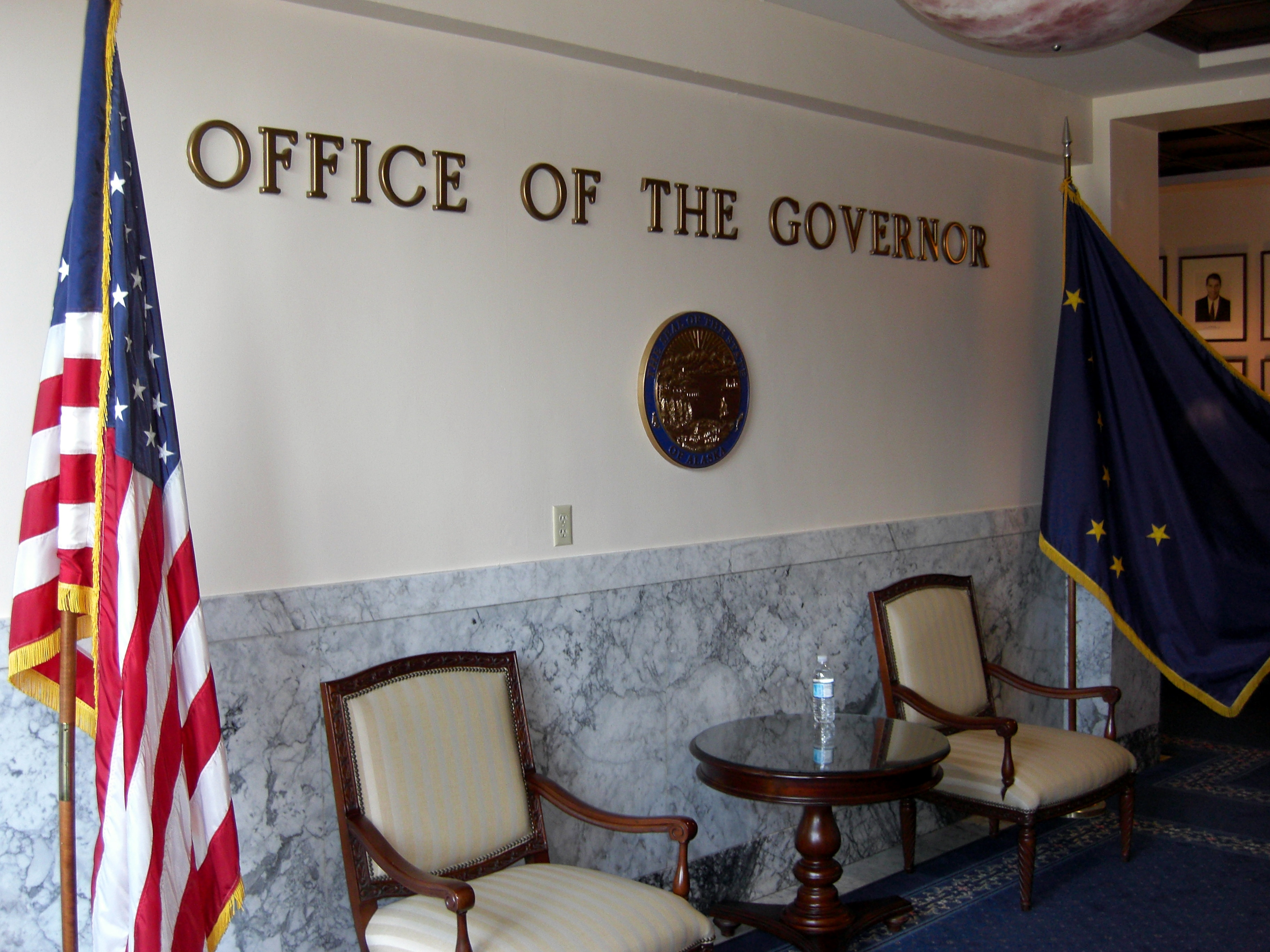
Офис губернатора
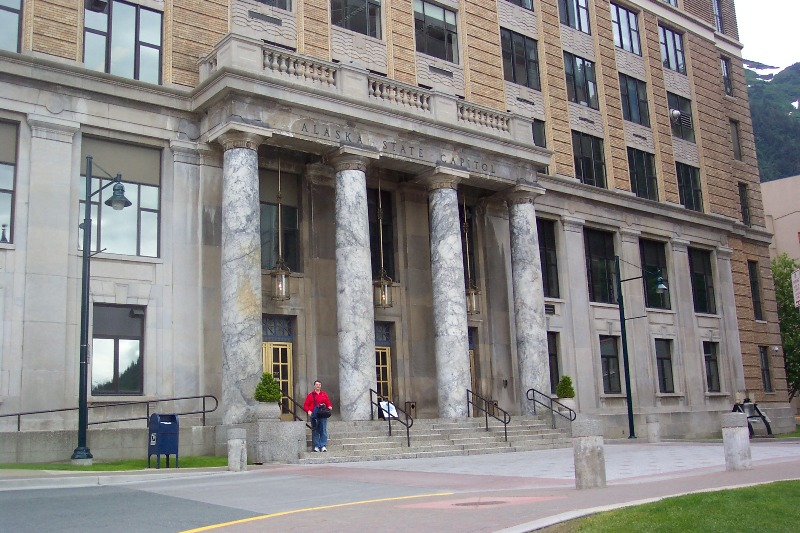
Портик
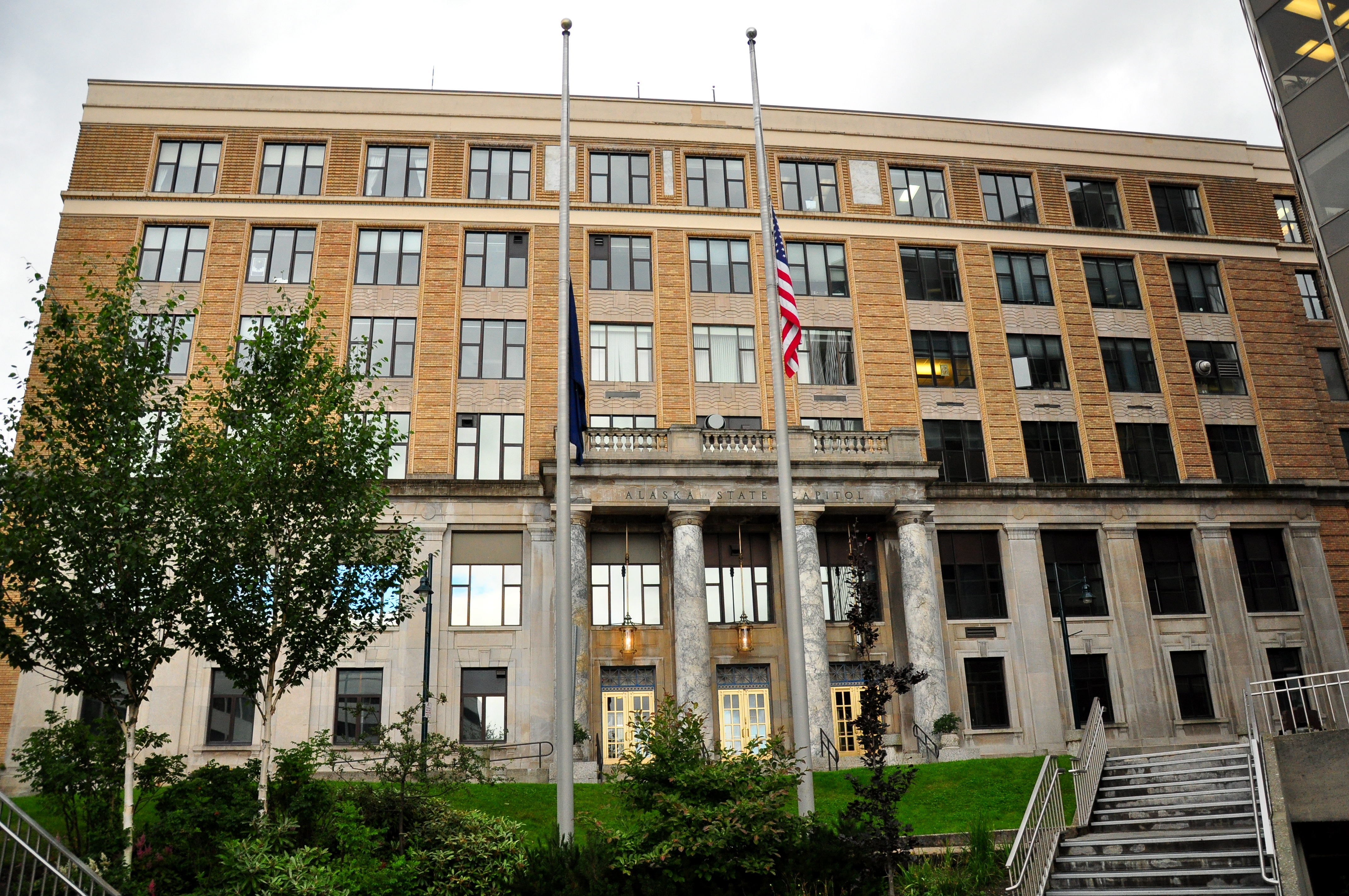
Капитолий штата Аляска